# Боталово (деревня, городской округ город Бор)
Бота́лово — деревня в городском округе городе Бор Нижегородской области России. Входит в состав Ситниковского сельсовета.

## География
Деревня находится в центральной части Нижегородской области, в зоне хвойно-широколиственных лесов, на расстоянии примерно 3,5—4 километра (по прямой) к северо-северо-западу от центра города Бора и 6,5 километра (по прямой) к югу от поселка Ситники, административного центра сельсовета. . Абсолютная высота — 75 метров над уровнем моря.
Деревня окружена застройкой близлежащих населенных пунктов: деревней Хрущево и микрорайонами Боталово и Липово города Бор. К северу расположена деревня Хрущево (на расстоянии 50-80 метров), к западу и юго-западу микрорайон Боталово-2 (50-300 метров), к югу микрорайон Боталово (30-150 метров), к юго-востоку микрорайон Липово (20-30 метров), к востоку и северо-востоку микрорайон Боталово-3 (застройка микрорайона примыкает к застройке деревни).

### Климат
Климат характеризуется как умеренно континентальный, с коротким умеренно тёплым летом и холодной продолжительной зимой. Среднегодовая температура воздуха — 3,6 °C. Средняя температура воздуха самого холодного месяца (января) — −13 °C (абсолютный минимум — −42 °C); самого тёплого месяца (июля) — 18,5 °C (абсолютный максимум — 37 °С). Среднегодовое количество атмосферных осадков составляет 500—600 мм, из которых две трети выпадает в тёплый период.

### Часовой пояс
Деревня Боталово, как и вся Нижегородская область, находится в часовой зоне МСК (московское время). Смещение применяемого времени относительно UTC составляет +3:00.

## Население
| 2002 | 2010 |
| ---- | ---- |
| 225  | ↗262 |